# Schloss Plön

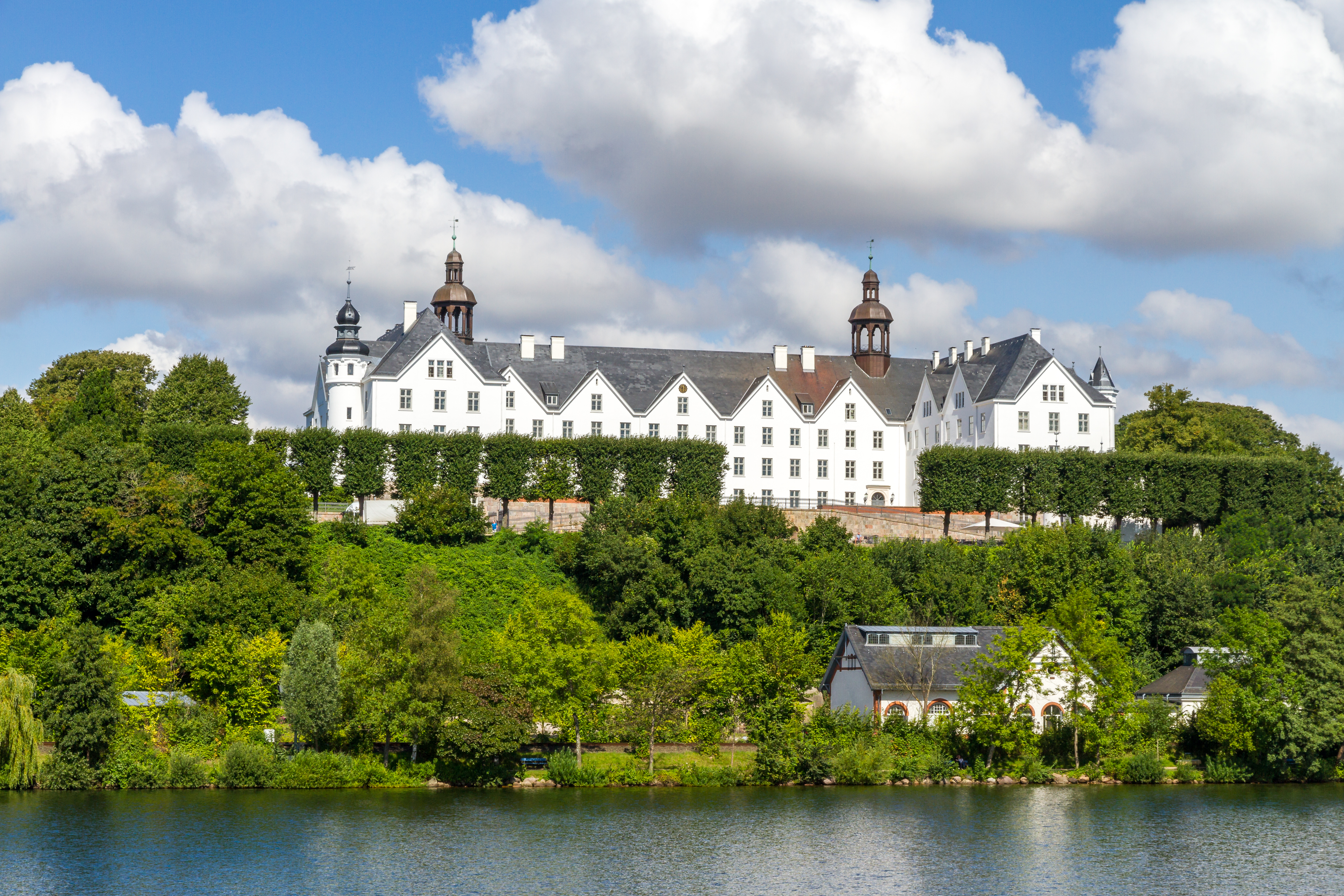
Schloss Plön nach der Renovierung 2006; Südwestansicht mit dem Großen Plöner See im Vordergrund. Unmittelbar am Ufer führt hier die Bahnstrecke Kiel–Lübeck vorbei.

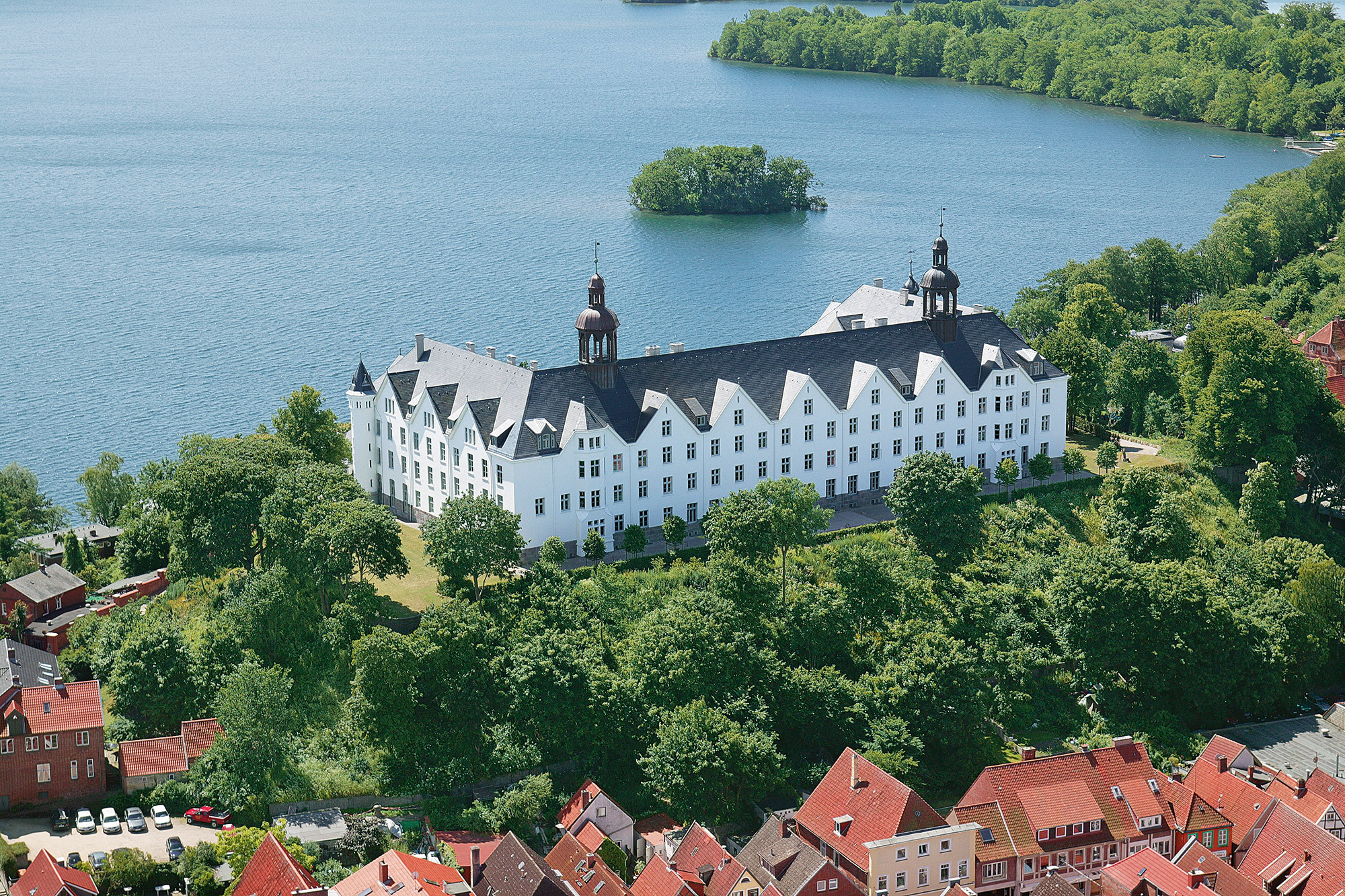
Der Stadt zugewandte Nordseite des Schlosses

Schloss Plön ist eines der größten Schlösser Schleswig-Holsteins und das einzige dort erhaltene in Höhenlage. Es befindet sich in der Stadt Plön im gleichnamigen Kreis. Die frühere Residenz der Herzöge von Schleswig-Holstein-Sonderburg-Plön wurde im 17. Jahrhundert während des Dreißigjährigen Krieges errichtet. Es erlebte eine wechselvolle Geschichte, in der das Schloss unter anderem auch als Kadettenschule und Internat diente.
Zuletzt im Besitz des Landes Schleswig-Holstein, wurde Schloss Plön aufgrund einer vom Land nicht finanzierbaren notwendigen Sanierung verkauft. Seit Januar 2002 gehört es der „Fielmann Akademie Schloss Plön“ und dient nach aufwendigem Umbau der Branche der Augenoptik und Hörakustik als Ausbildungs- und Qualifizierungsstätte. Nachdem das Schloss durch den Internatsbetrieb viele Jahre nicht öffentlich zugänglich gewesen war, öffnete es der neue Besitzer in begrenztem Umfang für Besucher.

## Geschichte

### Vorgeschichte des Schlossgeländes
Die erste wagrische Burgbefestigung namens Plune stammte aus dem 10. Jahrhundert und befand sich auf der Insel Olsborg im Plöner See. Die Anlage wurde 1139 zerstört. Der Wiederaufbau der Burg erfolgte unter Graf Adolf II. von Schauenburg und Holstein. Sie diente als Stützpunkt während der Kolonialisierung des einstmals slawischen Gebiets. 1173 wurde die Burg auf den Bischofsberg neben den Flecken Plön verlegt – an die Stelle des heutigen Plöner Schlosses. Im 12. Jahrhundert entwickelte sich Plön langsam zu einem Marktstandort und erhielt 1236 Stadtrecht. Von 1290 bis 1390 war die Höhenburg der Sitz der schauenburgischen Linie von Holstein-Plön und gelangte nach deren Aussterben in den Besitz des Schleswiger Herzogs Gerhard VI. Über die Herzöge von Schleswig kam die kleine Festung vier Generationen später an das dänische Königshaus (Christian I. war Herzog von Schleswig und König von Dänemark in Personalunion). Plön und seine Burg spielten in dieser Zeit jedoch keine bedeutende Rolle in der Landesgeschichte.

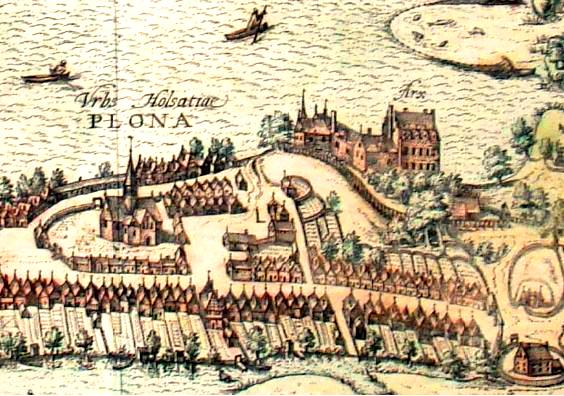
Alte Plöner Burg, um 1595, auf einem Stich von Georg Braun und Frans Hogenberg, Ausschnitt aus Civitates orbis terrarum

Im Zuge der Grafenfehde zwischen Lübeck und Dänemark wurde die Burg 1534 bei einem Überfall der Lübecker niedergebrannt. Anschließend wurde ein erster, größerer Neubau auf dem zum Teil noch der Romanik entstammenden Burggelände errichtet. 1564 übertrug König Friedrich II. von Dänemark seinem Bruder Johann dem Jüngeren unter Missachtung des Vertrags von Ribe ein Drittel seines Anteils an Schleswig und Holstein, womit der Bruder das abgeteilte Herzogtum von Schleswig-Holstein-Sonderburg begründete. Zu seinem Besitz gehörte auch Plön samt der Burg. Unter dem frühmerkantilistischen Herzog Johann erlebten Stadt und Burg einen wirtschaftlichen Aufschwung. Nach dem Tode Johanns im Jahr 1622 wurde das Herzogtum Schleswig-Holstein-Sonderburg unter den sechs männlichen Erben aufgeteilt und neue Teilherzogtümer entstanden; eines davon war das Herzogtum Schleswig-Holstein-Plön.

### Residenz der Herzöge von Plön
Der erste Herzog dieser Linie war Joachim Ernst von Schleswig-Holstein-Plön, der zweitjüngste Sohn Herzog Johanns. Anlässlich seiner Hochzeit mit der Gottorfer Prinzessin Dorothea Augusta beschloss der neue Landesherr den Bau eines repräsentativen Schlosses für sich und seine Familie. Finanziert wurde der Bau unter anderem durch die ansehnliche Mitgift der Braut. 1632 wurde die alte Plöner Burg auf Geheiß des Herzogs abgerissen und an deren Stelle das heutige Schloss im Stil der Renaissance errichtet. Die neue Residenz wurde inmitten des Dreißigjährigen Krieges innerhalb von nur drei Jahren fertig gestellt.
Das Schloss war die Residenz der herzoglichen Familie, doch wurde es zu keinem so bedeutenden Ort in der Landespolitik wie etwa das Schloss Gottorf. Da die Plöner Herzöge weitere Schlösser und Sommersitze, wie das Schloss in Traventhal und die Schlösser in Ahrensbök, Rethwisch und Reinfeld besaßen, war die Plöner Residenz nicht durchgehend bewohnt. Dennoch war das Gebäude eines der kulturellen Zentren des Herzogtums. Joachim Ernst begründete eine Bibliothek im Schloss, die durch seine Nachfolger auf bis zu 10.000 Bände erweitert wurde. Zudem war der Herzog sehr an der Physik und der Optik interessiert und sammelte in der Plöner Residenz verschiedene optische Geräte und Messinstrumente. Nach Herzog Joachim Ernst diente das Schloss seinem Sohn Hans Adolf, der jedoch als Feldherr in Diensten des Kaisers nur selten in Plön weilte und im Herzogtum weitgehend durch seine Frau und seine Mutter vertreten wurde. Auch der Hans Adolf folgende Joachim Friedrich residierte hier. Nachdem er ohne männlichen Nachkommen 1722 verschuldet gestorben war, stand das Schloss sieben Jahre lang leer und die Ausstattung wurde zum Teil an seine Gläubiger übergeben.

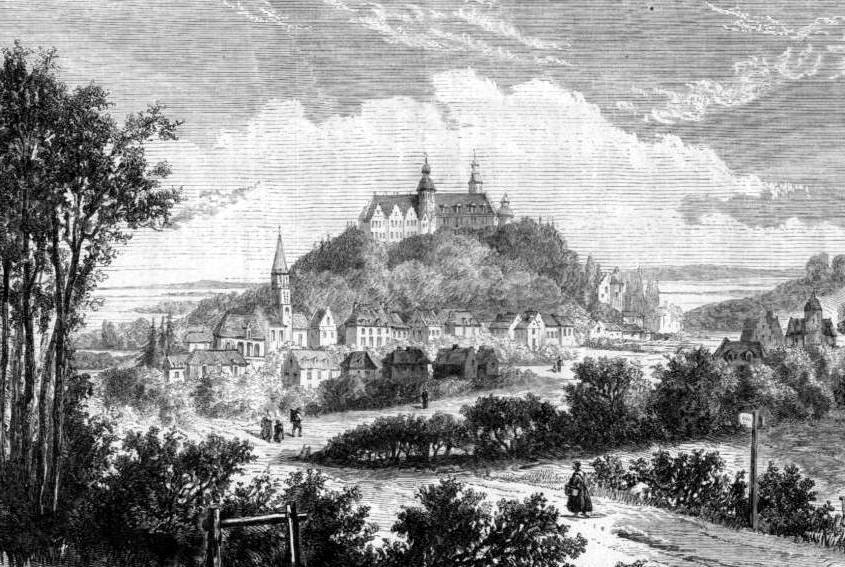
Stadt und Schloss Plön auf einem Stich von 1864

Seine kulturelle Blüte erlebte das Schloss unter dem letzten Herzog Friedrich Karl ab 1729. Dieser führte eine barocke Hofhaltung und ließ das Schloss im Inneren im Stil des Rokoko ausstatten. Friedrich Karl erweiterte die Anlage um die heute noch vorhandenen Gebäude des Schlossplatzes, den Marstall und das Reithaus, sowie des Gartenschlösschens, des heute sogenannten Prinzenhauses. Das Schloss war Residenz der Plöner Herzöge bis zum Tode Friedrich Karls, der ohne männlichen Erben 1761 starb. Mit seinem Tod erlosch das Lehen und das Herzogtum ging zurück an das dänische Königshaus. Das Gebäude wurde von seiner Frau Christiane Armgardis noch bis zu ihrem Tod 1779 als Witwensitz bewohnt. Es diente anschließend als Sitz des Amtmannes und außerdem von 1777 bis 1823 als Residenz für den geistig umnachteten Sohn Friedrich Augusts I. von Oldenburg, Peter Friedrich Wilhelm. Der von seinen herzoglichen Pflichten entmündigte junge Mann erhielt das Schloss von seinem Vormund, dem dänischen König Christian VII., zugewiesen und durfte hier über einen großen Hofstaat verfügen. Nach seinem Tod fand die Nutzung des Schlosses als höfische Residenz ein vorläufiges Ende. Ab 1833 wurde eine Gelehrtenschule eingerichtet.

### Dänischer Sommersitz
Ab 1840 war Schloss Plön die offizielle Sommerresidenz des dänischen Königs Christian VIII. Dazu wurde das Schloss renoviert und die Ausstattung teilweise im Stil des Klassizismus erneuert. Zu dieser Zeit erhielt es auch den weißen Putz, der an dänische Schlösser wie Gravenstein und Fredensborg erinnert.

### Kadettenanstalt und „Napola“
Nach dem Deutsch-Dänischen Krieg von 1864 gelangte das Schloss in preußischen Besitz. 1868 wurde die Inneneinrichtung entfernt und überwiegend in das Kieler Schloss gebracht, wo sie 1942 nach einem Luftangriff verbrannte. Schloss Plön wurde im Inneren kasernenartig umgebaut und diente anschließend in der preußischen Provinz Schleswig-Holstein als Kadettenanstalt. Die Söhne des deutschen Kaisers Wilhelm II. erhielten ab dem Ende des 19. Jahrhunderts ihre Ausbildung in Plön, und für diese Zwecke wurde das Lustschloss im Garten zum sogenannten „Prinzenhaus“ erweitert, auf der Prinzeninsel wurde ein Lehrbauernhof eingerichtet und vor dem Schloss für die neu verlegte Bahnstrecke der „Prinzenbahnhof“ gebaut. Auf Anregung der Kaiserin Auguste Viktoria erhielt die Schlosskapelle eine neue Ausmalung.
Nach dem Ersten Weltkrieg wurden die Militärschulen durch den Vertrag von Versailles verboten. Das Schloss diente ab 1920 als Staatliche Bildungsanstalt („Stabila“). Ab 1933 wurden das Schloss Plön und das darum befindliche Gebiet als Nationalpolitische Erziehungsanstalt (offiziell: NPEA, umgangssprachlich: „Napola“) wie die ehemaligen Kadettenanstalten in Potsdam und Köslin für eine „Eliteschule“ der Nationalsozialisten genutzt. Die „Napola“ in Plön war mit ihrer Eröffnung am 1. Mai 1933 die erste ihrer Art und wurde nach dem SA-Führer Ernst Röhm benannt. Nach dessen Ermordung 1934 wurde sie umbenannt in NPEA Plön. Die Schule wurde vom ehemaligen Polizeimajor Hermann Brunk geleitet, der nun den Dienstgrad SA-Standartenführer trug. Am 23. April 1945, noch vor der Einnahme durch die Briten, schloss die „Napola“.
Im Jahr 1945 hielt sich Karl Dönitz für wenige Tage in Plön auf, der hier eine kurzfristig eingerichtete Kommandostelle unterhielt. Vor der Flucht nach Flensburg-Mürwik war das Schloss am 2. Mai 1945 für einen Tag Verwaltungssitz für Teile der Regierung Dönitz. Danach nahmen britische Besatzungstruppen in Schleswig-Holstein und Hamburg, zusammengefasst im VIII. Britischen Armeekorps unter General Evelyn Barker, ihr Hauptquartier im Schloss.
Beide Weltkriege überstand das Schloss ohne kriegsbedingte Zerstörungen.

### Internat
Das Plöner Gymnasium war von jeher im Schloss und hieß bis 1933 Kaiserin-Augusta-Viktoria-Gymnasium. In der Nachkriegszeit wurde 1946 mit Genehmigung der britischen Militärregierung das Staatliche Internat Schloss Plön für Jungen und Mädchen eingerichtet. Es erstreckte sich über das gesamte Schlossgelände. Das Schloss selbst diente der Unterbringung der männlichen, das „Prinzenhaus“ der Unterbringung der weiblichen Schüler. Das Bootshaus und weitere Nebengebäude wurden von der Verwaltung bezogen. Der Unterricht fand im benachbarten Internatsgymnasium Schloss Plön, dem heutigen Gymnasium Schloss Plön, in der Prinzenstraße statt.
Die Nutzung als Wohnhaus hinterließ Spuren an dem alten Schlossgebäude, das zunehmend sanierungsbedürftiger wurde. Gutachten aus den Jahren 1986/1988 ergaben, dass die Anlage einen hohen Investitionsbedarf habe und nur durch zweistellige Millionenbeträge vor dem Verfall zu retten sei. Ab 1992 wurde der Verkauf des Schlosses angestrebt und ab 1995 wurden die Nebengebäude veräußert. Der Verkauf wurde notwendig, da sich das Land nicht in der Lage sah, neben dem unwirtschaftlichen Betrieb des Internats eine denkmalgerechte Sanierung des Hauses durchzuführen. 2001 wurde das Internat geschlossen. Die ehemaligen Schüler, Lehrer und Mitarbeiter sind heute noch im „Verein der Butenplöner“ organisiert.

### Filmkulisse
Noch zu Internatszeiten diente das Schloss mehrfach als Filmkulisse, so bereits 1969 in dem Film Sieben Tage Frist u. a. mit Joachim Fuchsberger und Horst Tappert und ab 1997 in der Fernsehserie Die Schule am See, die im Ersten zu sehen war. Die Schüler des Internats spielten häufig als Komparsen in der Serie mit. Eine ähnliche, wenn auch nur kurze Rolle spielte das Schloss 1994 im Film Charlie & Louise, Joseph Vilsmaiers Verfilmung des Romans Das doppelte Lottchen von Erich Kästner.

### Verkauf an Fielmann und Umbau

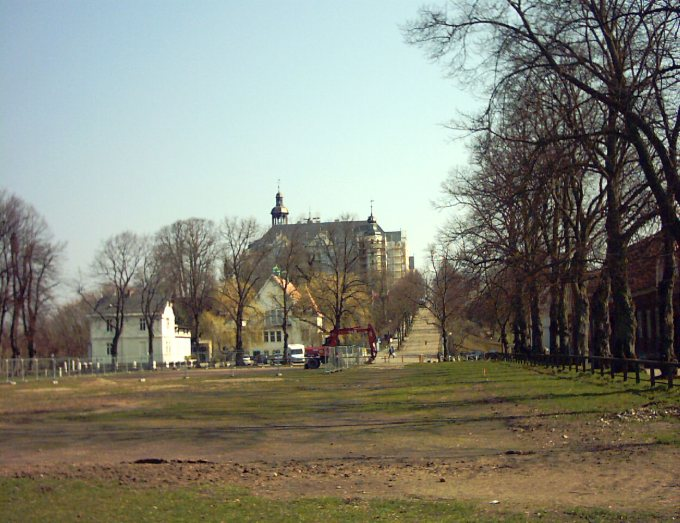
Der Schlossplatz und das Schloss während der Umbauphase, 2004

Nach mehreren nicht tragfähigen Planungen für das Schloss erfolgte ein Angebot des Optikunternehmens Fielmann. Der mögliche Verkauf an Fielmann wurde im Schleswig-Holsteinischen Landtag kontrovers diskutiert. Nach Vorlage eines umfassenden Nutzungsplans, der auch eine Teilhabe der Öffentlichkeit an dem Schloss vorsah, wurde er schließlich genehmigt. Zu einem Kaufpreis von 3,6 Millionen Euro wurde das Schloss 2002 an die gemeinnützige „Fielmann Akademie“ veräußert. Günther Fielmann berichtete:
„Als wir das Schloss 2002 übernahmen, befand es sich in einem beklagenswerten Zustand. Die großzügigen Korridore aus dem Barock waren mit Leichtbauwänden zu Schülerzimmern umfunktioniert, Grundriss und Raumfolge waren nicht mehr erlebbar, fortgeschrittene Bauschäden, wohin man blickte.“
Die Anlage wurde über einen Zeitraum von vier Jahren denkmalgerecht instand gesetzt. Die Gesamtkosten hierfür beliefen sich auf mehr als 35 Millionen Euro, das Land förderte das Projekt mit 11,8 Millionen Euro. Mit dem Umbau wurde aus dem Schloss ein modernes Schulungszentrum, das unter Berücksichtigung seiner historischen Bedeutung auch wieder eine öffentliche Rolle wahrnehmen kann.

### Akademie und heutige Nutzung

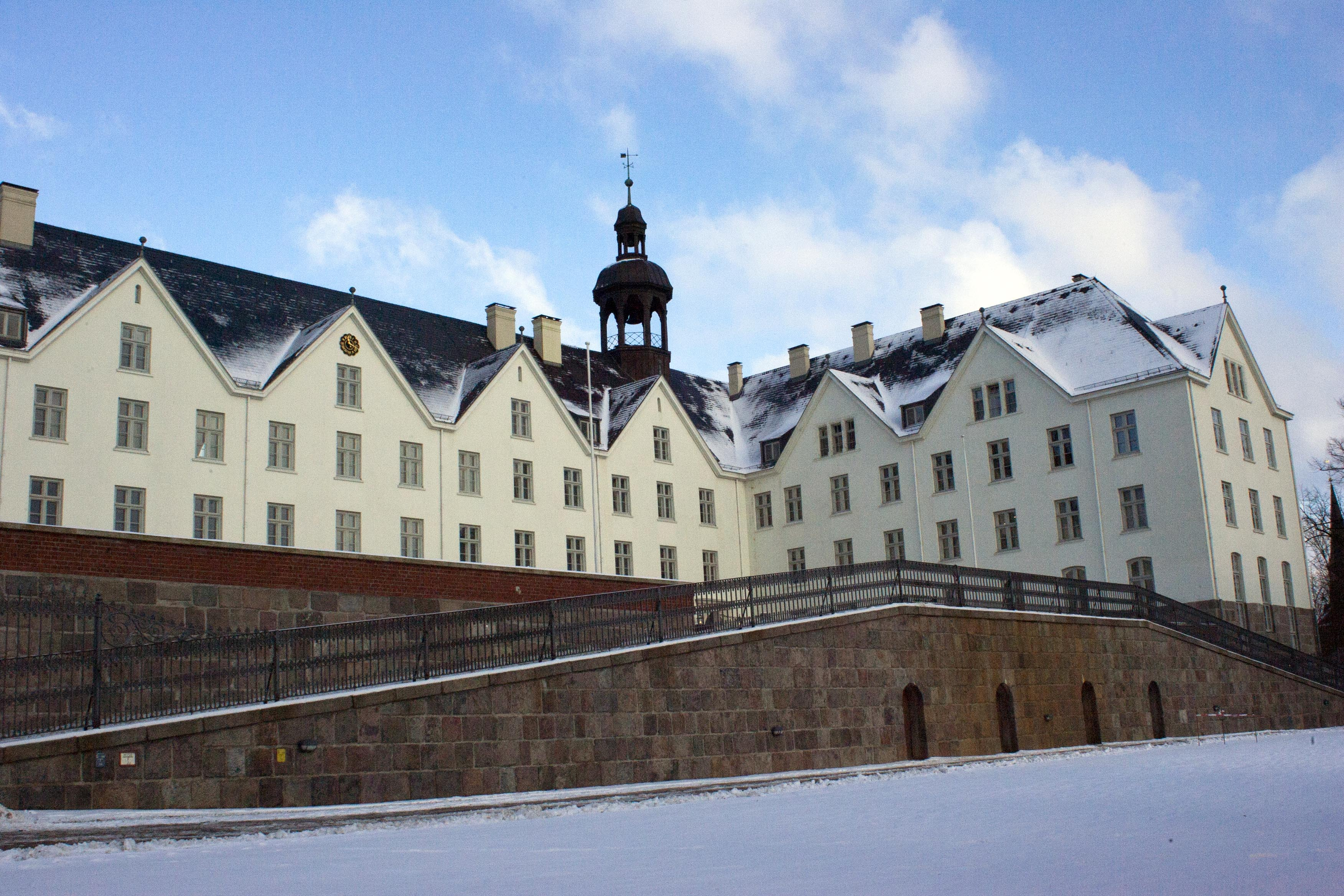
Frontansicht des Plöner Schlosses

Die Arbeiten an dem Schloss sind seit 2006 abgeschlossen und nach mehrtägigen Eröffnungsfeierlichkeiten wurde der Betrieb als Bildungsstätte Fielmann Akademie Schloss Plön in vollem Umfang aufgenommen. Nachdem schon im Jahre 2002 noch in der Bauphase die Meisterkurse begonnen hatten, wird seit dem Wintersemester 2005/2006 in Zusammenarbeit mit der Fachhochschule Lübeck der Studiengang Augenoptik/Optometrie mit dem europaweit anerkannten Abschluss Bachelor of Science angeboten. Darüber hinaus werden Auszubildende des Augenoptikerhandwerks geschult und für Fach- und Führungskräfte Seminare durchgeführt. Dabei steht die Akademie der gesamten augenoptischen Branche offen. Pro Jahr sollen mehr als 6.000 Augenoptiker qualifiziert und 45.000 Teilnehmertage durchgeführt werden. 2006 lehrten hier 13 Dozenten. Anlässlich der Wiedereröffnung sagte Günter Fielmann:
„Schloss Plön ist kein Museum, sondern eine lebendige Bildungsstätte unter Denkmalschutz.“
Das Schloss wird heute größtenteils von der Akademie genutzt. Einige herzogliche Prunkräume des Ostflügels mit einer Rokoko-Ausstattung wurden in umfangreicher Arbeit restauriert und sind im Rahmen von Führungen nach vorheriger Anmeldung zu besichtigen. Weiter wird das Schloss auch für verschiedene öffentliche und halböffentliche Veranstaltungen zur Verfügung gestellt. So tagte im Rittersaal beispielsweise der schleswig-holsteinische Kultusausschuss, die SPD lud hier zur Funktionärskonferenz und der Fernsehrat des ZDF zu einer Tagung. Auch war eine Anmietung für den G8-Gipfel 2007 im Gespräch. Der Rittersaal ist außerdem häufiger Austragungsort klassischer Konzerte.

## Baulichkeiten

### Schlossgebäude

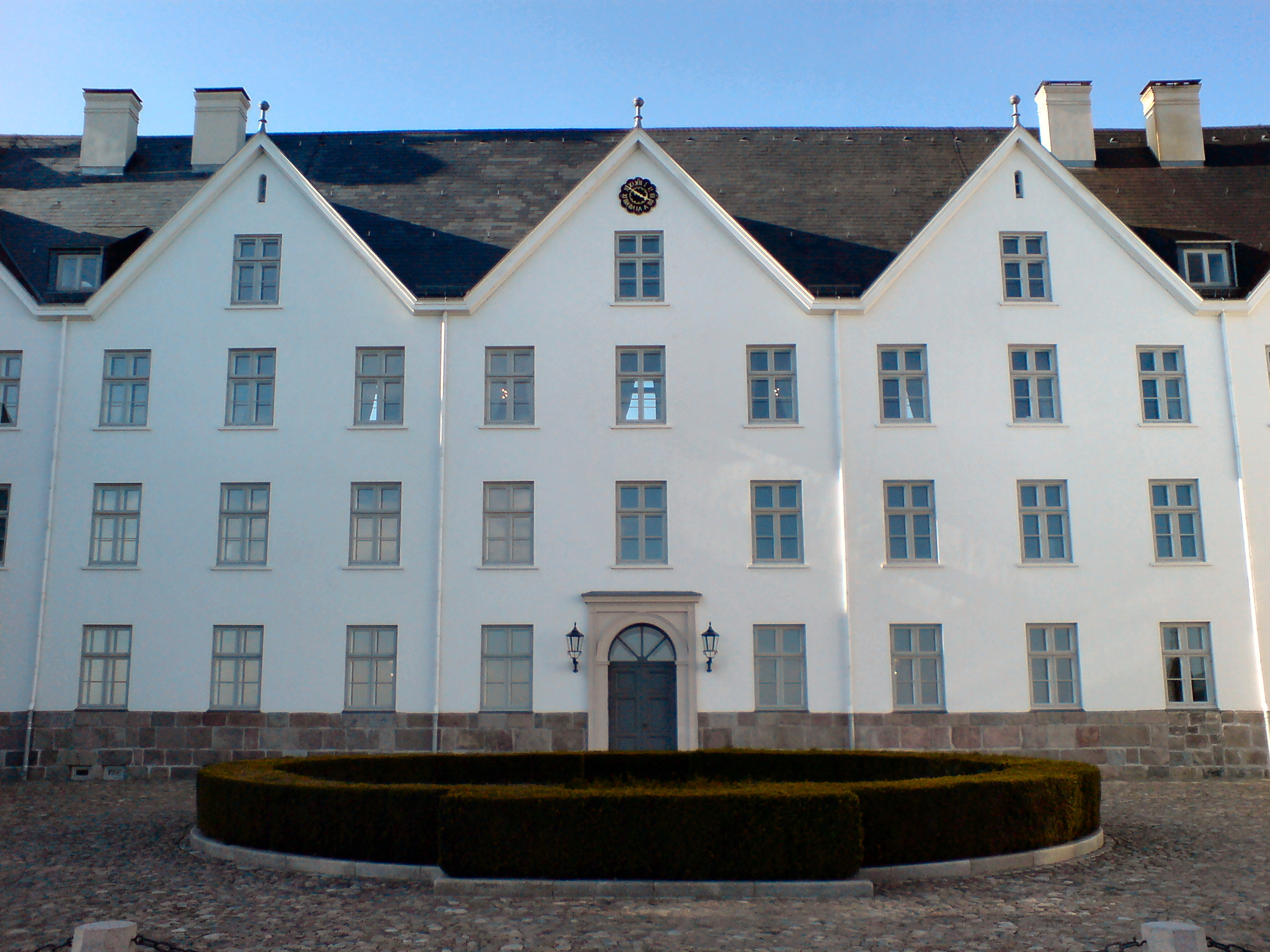
Der Mittelbau des Schlosses mit dem Hauptportal. Hinter den Fenstern des Obergeschosses und den darüber liegenden Giebeln befindet sich der Rittersaal

#### Baubeschreibung
Schloss Plön vereint in sich mehrere Besonderheiten: Es gehört zu den wenigen bedeutenden Großbauten aus der Zeit des Dreißigjährigen Krieges, es ist das einzig erhaltene Schloss Schleswig-Holsteins in Höhenlage und es gilt als erster Schlossbau Deutschlands, der einen bewussten Bezug zu der ihn umgebenden Landschaft erhielt. Der Standort auf dem Burghügel ist aus rein repräsentativen und nicht aus fortifikatorischen Gründen gewählt. Die Hofterrasse mit Blick über die Plöner Seenlandschaft ist ein dominanter Bestandteil und der Mittelpunkt des Bauensembles, die nüchternen Fassaden sind vor allem auf die Fernwirkung konzipiert. Schon aus weiter Ferne ist das Schloss vom Lande oder vom Plöner See aus zu sehen. Es wurde als reines Residenzschloss geplant und verfügt über keinerlei Befestigungswerk wie Mauern, Wälle oder Bastionen. Das Gebäude wurde in nur drei Jahren von 1633 bis 1636 errichtet. Die Entwürfe stammten wahrscheinlich direkt von Herzog Joachim Ernst, der sich mit den schlichten Fassaden an den Habsburger Vorbildern des Linzer Schlosses und des Escorials orientierte.

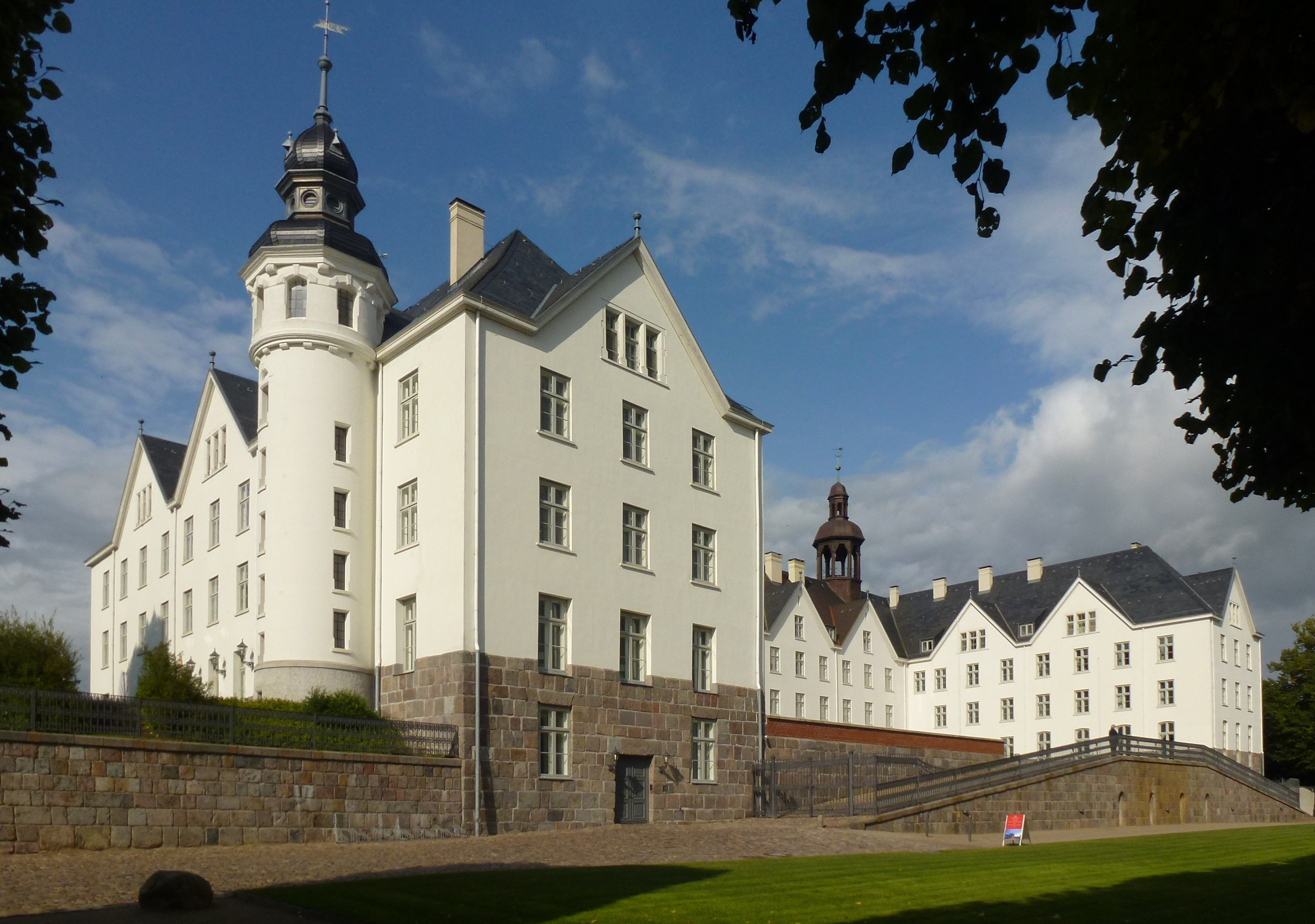
Blick von der unteren Terrasse auf die Fassade des Westflügels mit einem der Treppentürme des 19. Jahrhunderts

Der mächtige Bau stammt aus einer stilistischen Übergangszeit: Zu einer Zeit, in der die Kunst der Renaissance im Lande noch lebendig war, flossen bereits bezeichnende Eigenschaften des beginnenden Barock in das neue Schloss ein. Es ist eine dreiflügelige Anlage um einen Ehrenhof mit einem hufeisenförmigen Grundriss, der sich nach Süden zum Großen Plöner See hin öffnet. Der größte Gebäuderiegel ist der mittig gelegene Nordflügel, an den im Osten und im Westen die kürzeren Seitenflügel anschließen. Das dreigeschossige Schloss weist nur wenig Bauschmuck auf, seine Fassaden sind klar strukturiert und die auffälligste Zierde bildet ein Kranz von Giebeln, der sich um die Außenseiten und die Hoffassaden zieht. Das Dach des Hauptgebäudes wird von zwei laternenartigen Dachreitern geschmückt, ein Uhrtürmchen über dem mittleren Giebel des Hofs wurde 1789 abgebrochen. Aus der Zeit der Kadettenanstalt befinden sich an der Außenwand des Ost- und Westflügels je ein Treppenturm in Formen der Neorenaissance aus dem 19. Jahrhundert. Das Schloss steht auf einem Sockel aus Feldsteinen und ist aus dem in Schleswig-Holstein damals bevorzugten Backstein erbaut. Die Außenfronten waren ursprünglich mit einer braunroten Ziegelschlämme überzogen; die Backsteinmauern lagen also nicht – wie früher vermutet – frei. Das Dach war mit roten Pfannen gedeckt. Den heute sichtbaren weißen Verputz und die grauen Schieferdächer erhielt es Mitte des 19. Jahrhunderts.

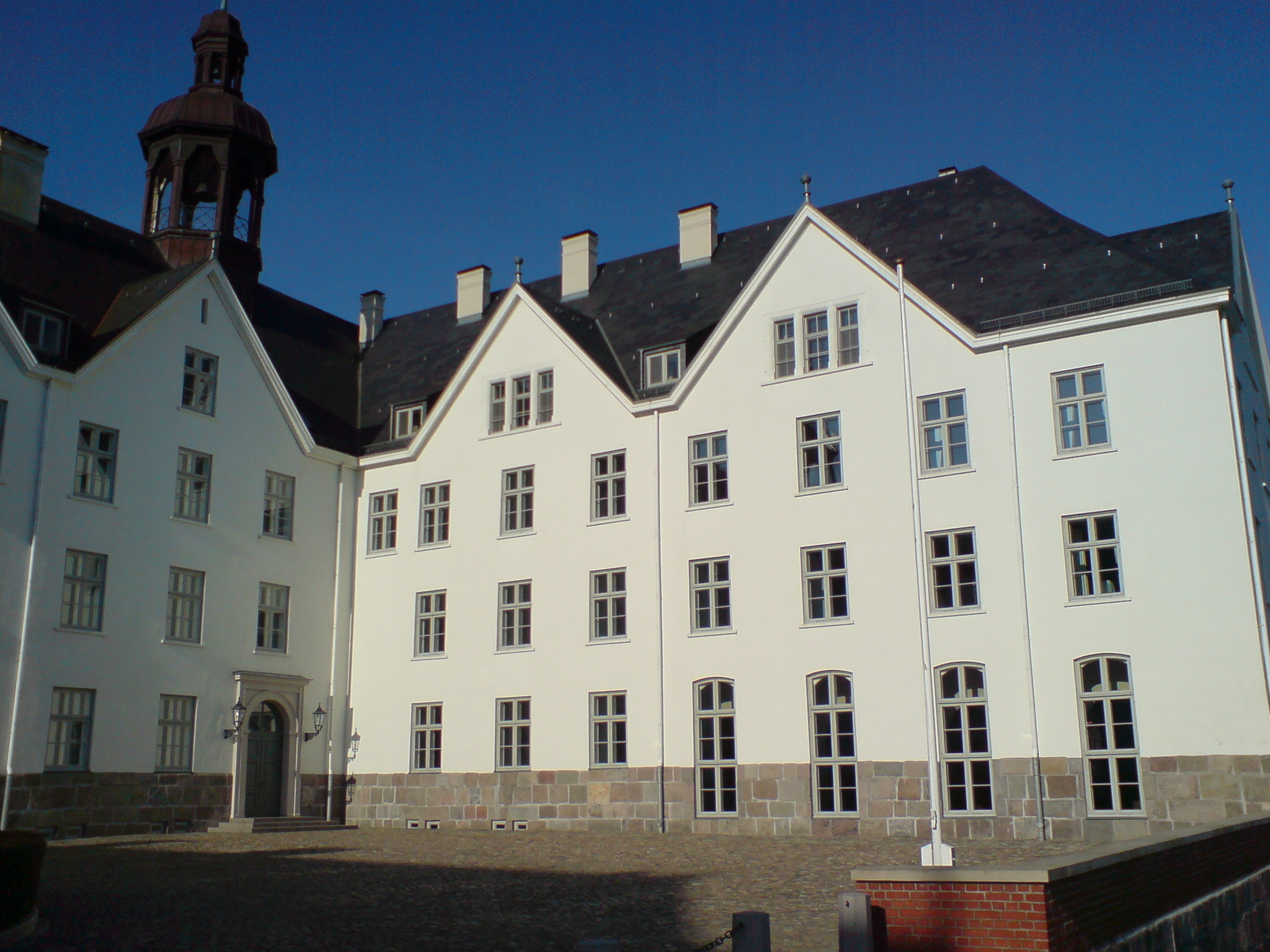
Die Hoffassade des Ostflügels. Hinter den hohen Fenstern des Erdgeschosses verbirgt sich die Schlosskapelle

Die Plöner Residenz ist das zweitgrößte Schloss des Bundeslandes, größer ist nur Schloss Gottorf. Der Plöner Schlossbezirk ist die einzige weitgehend erhaltene Schlossanlage aus der Bautätigkeit der Plöner Herzöge. Deren andere Residenzen, Jagdsitze und Sommerschlösser in Ahrensbök, Reinfeld, Rethwisch und Traventhal wurden aufgrund mangelnden Interesses seitens des dänischen Königshauses bereits ab dem Ende des 18. Jahrhunderts nach und nach abgetragen.
Die Gliederung des Schlosses folgte der damals üblichen Ordnung: Die Räume des Erdgeschosses dienten der Verwaltung des Herzogtums (unter dem Westflügel befanden sich auch vier Gefängniszellen), außerdem waren hier die Schlossküche und die Gesinderäume untergebracht. Das erste Stockwerk diente den herzoglichen Kindern, während das zweite Stockwerk vom Herzog und seiner Frau bewohnt wurde und außerdem die Repräsentationsräume enthielt. Unter dem Dach befanden sich weitere Zimmer für die Dienerschaft. Die Innenräume waren ursprünglich in einen Herzogflügel im Osten und den Herzoginnenflügel im Westen aufgeteilt, wenngleich diese Struktur nicht dauerhaft beibehalten wurde. Ein zentraler Festsaal verweist bereits auf barocke Raumordnungen, ebenso wie zwei symmetrisch angeordnete Schachttreppenhäuser, welche die damals im Lande noch üblichen Treppentürme ablösten. Im Erdgeschoss des Ostflügels erhielt die Schlosskapelle ihren Platz.

#### Nutzung als Akademie
Die Räumlichkeiten des Schlosses werden heute zum überwiegenden Teil von der Akademie eingenommen. Neben den eigentlichen Schulungs- und Studienräumen wurden auch Konferenzzimmer und optische Labore eingerichtet. Auf dem Schlossgelände befinden sich 123 Gästezimmer, ein Großteil davon im Westflügel des Schlosses. Für die Versorgung der Schulungsgäste ist ein Betriebsrestaurant eröffnet worden. Das Gebäude erhielt zwei behindertengerechte Fahrstühle in Nachbarschaft zu den historischen Schachttreppenhäusern.

#### Restaurierte Schlossräume

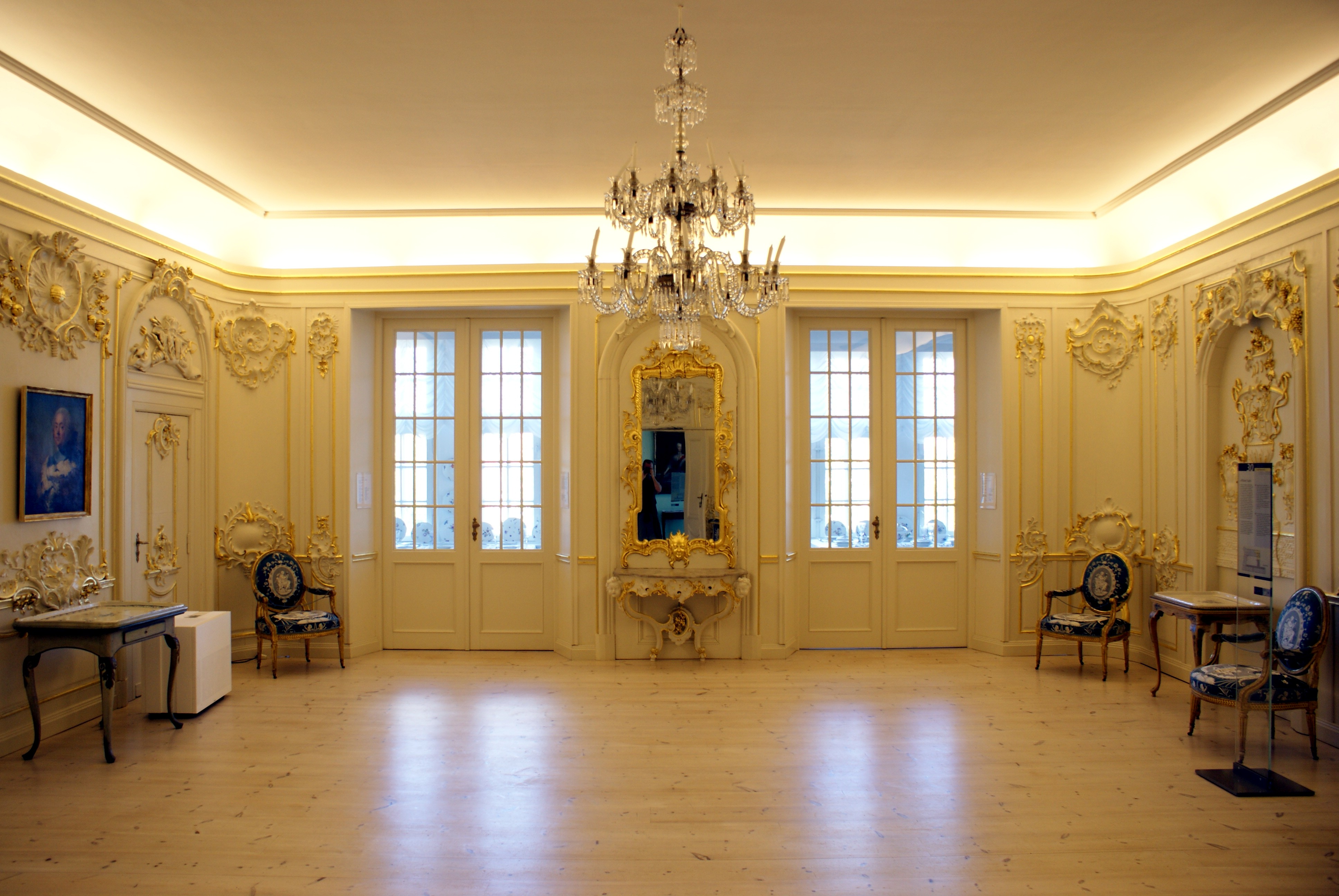
Der Plöner Saal befindet sich heute auf Schloss Gottorf, die Möblierung stammt von Gut Emkendorf

Bedingt durch die jahrhundertelange Fremdnutzung hat sich nur wenig der Originalausstattung des Schlosses erhalten. Einige Möbel und Vertäfelungen der im 18. Jahrhundert im Stil des Rokoko dekorierten Räume wurden um 1930 dem Schleswig-Holsteinischen Landesmuseum übergeben, sie sind heute als sogenannter Plöner Saal in Schloss Gottorf zusammengestellt und repräsentieren dort den Stil des 18. Jahrhunderts in den Herzogtümern.
Da das Schloss nicht nur als Schulungszentrum genutzt, sondern auch der Öffentlichkeit wieder zugänglich gemacht werden sollte, wurden mehrere seiner historischen Zimmer und Säle rekonstruiert. Dabei wurden einige Räume – die herzoglichen Paradezimmer – weitgehend originalgetreu wiederhergestellt, während für andere Räume – wie den Garten- oder den Rittersaal – Kompromisse zwischen einer annähernd historischen Ausstattung und der modernen Nutzung gefunden werden mussten. Da die Möblierung des Schlosses weitgehend verloren ist, wurden die Räumlichkeiten durch stilistisch passendes Inventar aus privaten Sammlungen und öffentlichen Leihgaben ergänzt.

##### Galerie und Gartensaal

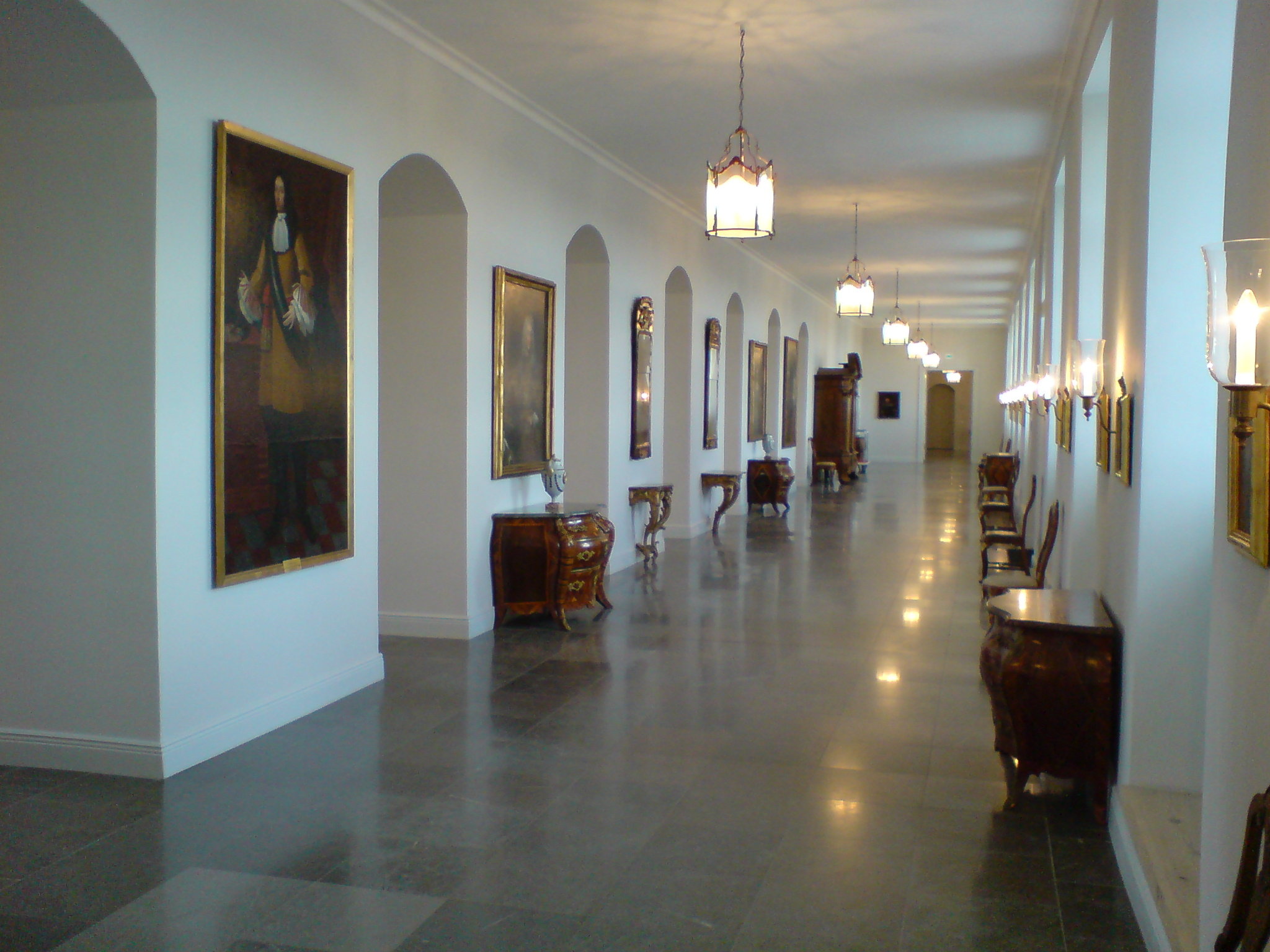
Die Galerie des Mittelflügels, hinter den Arkaden befindet sich der Gartensaal

Zwei Portale, die sich in den Winkeln zum West- und Ostflügel befinden, führen ebenso wie das mittlere Hauptportal in die Galerie, einen langen Gang, der beide Seitenflügel miteinander verbindet. Die Galerie ist über eine Arkade direkt mit dem benachbarten Gartensaal verbunden und mit Möbeln des 18. und 19. Jahrhunderts ausgestattet.
Der Gartensaal musste bei der Restaurierung des Schlosses vollständig neu geschaffen werden. Schon zur Zeit der Plöner Herzöge gab es hier einen Gartensaal, von dem man über große Fenstertüren in das dahinter liegende, nicht rekonstruierte Gartenparterre treten konnte. Nachdem das Schloss seine alte Funktion als Residenz verloren hatte, wurde der Raum umgebaut und durch eingezogene Zwischenwände anderen Funktionen zugeführt. Zu Zeiten des Internats befanden sich hier Wasch- und Duschräume.
Der heutige Raum folgt in seinen Maßen dem ursprünglich hier gelegenen Gartensalon, doch ist von dessen einstiger Dekoration nichts mehr vorhanden. Der Gartensaal dient als Empfangszimmer des Akademiebetriebes. Die Ausstattung mit Möbeln und Wandteppichen stammt aus der privaten Sammlung Günther Fielmanns. Des Weiteren hängen hier Gemälde, welche die Plöner Herzöge darstellen und zu der einstigen Ausstattung des Schlosses gehörten.

##### Rittersaal

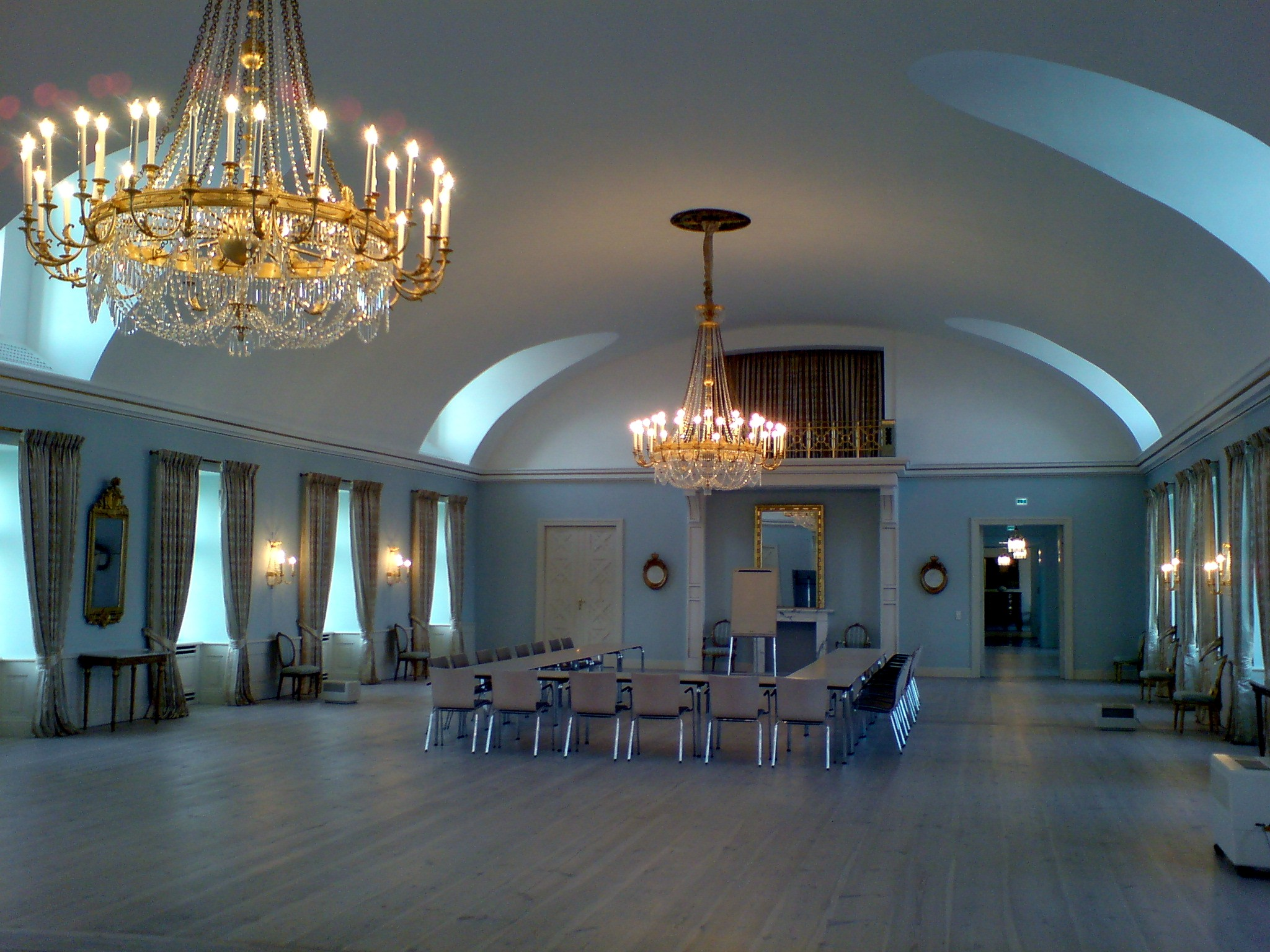
Der Rittersaal, auf diesem Bild mit einer modernen Konferenzbestuhlung

Der Rittersaal war ursprünglich der barocke Festsaal im Mittelflügel des Schlosses. Er ist mit 12 × 26 Metern der größte Raum des Schlosses und befindet sich zwischen den Treppenhäusern mittig im Obergeschoss, dessen gesamte Tiefe er einnimmt. Sein hölzernes Tonnengewölbe reicht bis ins Dachgeschoss. Er wird auf jeder Seite des Mittelbaus durch sieben untere und zusätzlich durch drei obere Fenster in den Giebelreihen erhellt.
Seinen heutigen Namen erhielt der Saal im 19. Jahrhundert, als das Schloss dem dänischen Königshaus als Sommerresidenz diente. Eine Ritterschaft gab es im Plöner Schloss nie, die Bezeichnung lehnt sich an die Rittersäle in den dänischen Schlössern an. Die gegenwärtige Ausstattung entspricht annähernd jener unter Christian VIII. Es ist ein sparsam dekorierter Festraum mit klassizistischen Motiven. An den Stirnseiten des Saals befinden sich Musikeremporen, die großen Kronleuchter wurden nach alten Vorbildern für den Rittersaal neu angefertigt. Eine eigene Möblierung ist nicht mehr vorhanden, stattdessen werden auch hier Stücke aus der Sammlung Günther Fielmanns ausgestellt. Für öffentliche Veranstaltungen steht zudem eine moderne Bestuhlung bereit.

##### Herzogliche Paraderäume
Im zweiten Obergeschoss des Ostflügels befindet sich die Zimmerflucht der herzoglichen Prunkräume. Sie gehören zu den wenigen Räumen des Schlosses, in denen sich noch Reste der einstigen Ausstattung finden lassen. Sie dienten ursprünglich der Repräsentation und waren in der Regel nicht bewohnte, en filade gereihte Paradezimmer, in denen Empfänge und Audienzen stattfanden. Im Rahmen des Umbaus des Schlosses zur Akademie wurden die Räume restauriert und um eine stilistisch zeitgemäße Möblierung ergänzt. Die Zimmer stammen aus der Regierungszeit des Herzogs Friedrich Karl und sind weitgehend im Stil des Rokoko eingerichtet. Sie bilden heute den Höhepunkt der Schlossführungen und vermitteln ein Bild des Schlosses im 18. Jahrhundert.

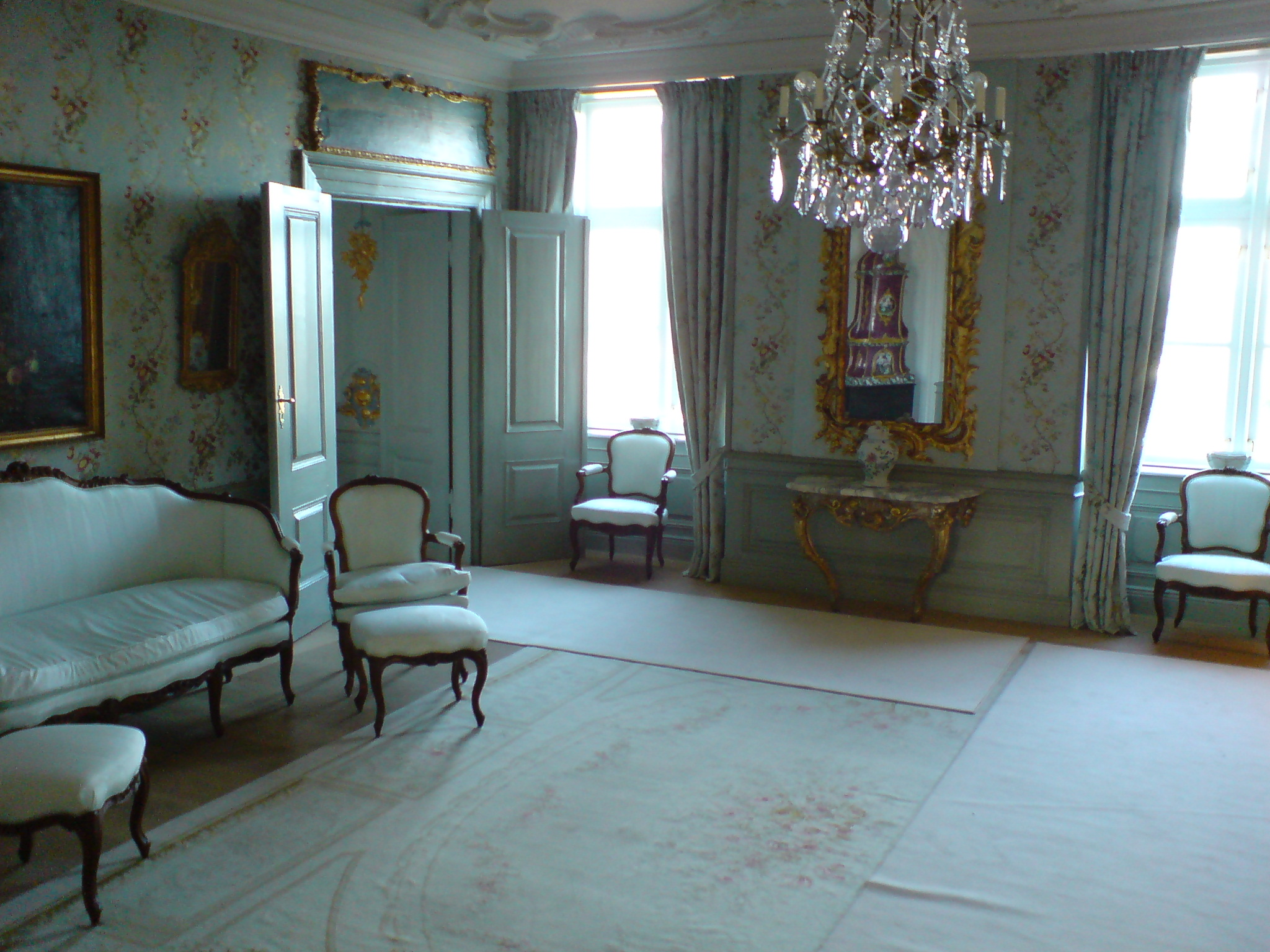
Das herzogliche Vorzimmer

Das Herzogliche Vorzimmer ist der erste Raum der barocken Zimmerfolge; es diente einst als Wartesalon. Hier befindet sich die einzig erhaltene Stuckdecke des Schlosses, die noch aus dem 17. Jahrhundert stammt. Die Supraporten zeigen Darstellungen der Plöner Residenz aus dem 18. Jahrhundert und gehören, wie der große Spiegel, zur Originalausstattung des Schlosses. Der große Ofen in Fayencetechnik ist die Arbeit einer Kieler Werkstatt und wurde dem Plöner Schloss als Dauerleihgabe des Hamburger Museums für Kunst und Gewerbe zur Verfügung gestellt. Die Nische, in der er sich befindet, wurde von Bartholomeo Bossi gestaltet, der auch für die Stuckierung des Gartenhauses verantwortlich war.
Auch in Plön orientierte man sich im 18. Jahrhundert am französischen Hofzeremoniell, das eine unterschiedliche Bevorzugung der verschiedenen gesellschaftlichen Ränge vorsah. Das kleine Audienzzimmer hinter dem Vorzimmer diente einst dem Empfang rangniedriger Personen. Im Zuge der Restaurierung des Schlosses wurden die originalen Farben der Paneele freigelegt und diese neu vergoldet. Die Seidentapete wurde nach einer Vorlage des 18. Jahrhunderts neu für diesen Raum angefertigt. Auch die hier gezeigten Möbelstücke entstammen der Sammlung Günther Fielmanns. Der große Spiegelsekretär stammt aus einer Altonaer Werkstatt.
Das Herzogliche Schlafzimmer bildet den Abschluss der Paraderäume. Es diente als zweiter Empfangssaal für gesellschaftlich höher gestellte Gäste. Auch dies folgte dem französischen Zeremoniell, in dem Empfänge im Schlafzimmer zur Tagesordnung gehörten. Es ist der aufwendigste Raum der Zimmerfolge, und der auffälligste Schmuck ist ein großer Alkoven, in dem sich das Bett befindet. Die in heiteren Rokokoformen geschmückte Bettnische hat die Jahre im Schloss nahezu unbeschadet überdauert; so war während der Zeit des Internats in diesem Raum das Musikzimmer untergebracht und die Stelle des Bettes wurde von einem Flügel eingenommen. Das Prunkbett selbst ist zwar kein Originalmöbel des Schlosses, gleicht in Stil und Bauart aber einem früher hier vorhandenen Himmelbett.
Die Herzogliche Bibliothek liegt etwas abseits der barocken Zimmerfolge und diente der Aufbewahrung der Büchersammlungen Herzog Friedrich Karls. Die Bände befanden sich einst hinter den original erhaltenen Paneelen in Wandschränken und wurden nach 1763 versteigert. Über den Türen des Bibliothekszimmers sind Sinnsprüche in lateinischer Sprache angebracht, die auf den belehrenden Sinn des Raums verweisen: Curis curarum suavi levamento – Für die angenehme Linderung und Heilung der Sorgen und Delectando pariterque docendo – Gleichermaßen erfreuend und belehrend.

##### Schlosskapelle

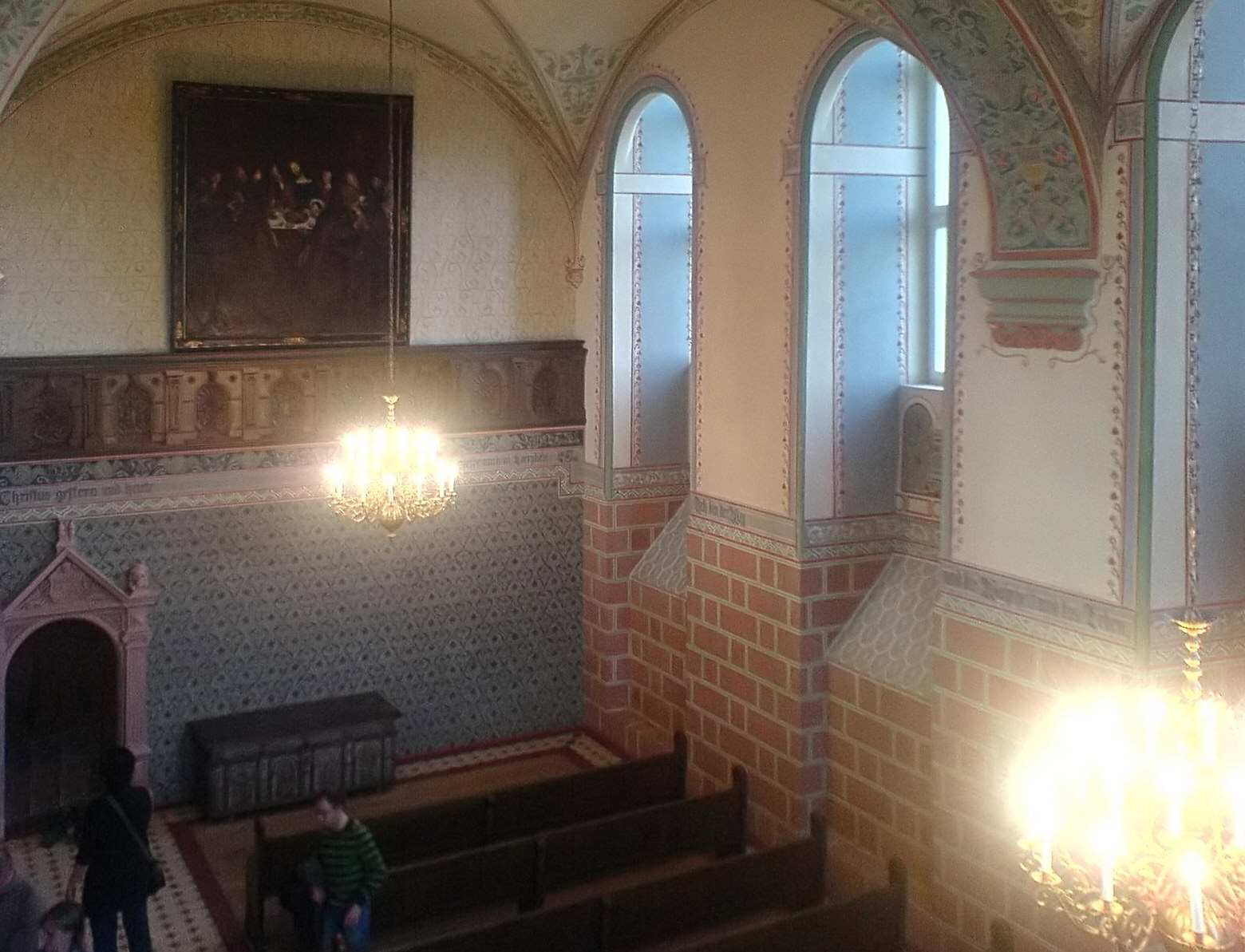
Blick von der Empore in die Kapelle

Die Kapelle befindet sich im Ostflügel des Schlosses, und ihr Bodenniveau reicht bis in das Kellergeschoss hinein. Es handelt sich um einen zweischiffigen, durch einen Mittelpfeiler in zwei Joche geteilten Raum, der sich hier seit dem Bau des Schlosses befindet. Zur Zeit der Erziehungsanstalt wurde eine Zwischendecke eingezogen und der Saal war in seiner Originalgestalt nicht mehr erkennbar. Zu Internatszeiten diente er als Fahrradkeller. Das durch die Zwischendecke entstandene Obergeschoss diente als sogenannter Remter für Schülerversammlungen. Im Zuge der Schlosssanierung ist die Kapelle wieder hergerichtet worden, woran sich die Deutsche Stiftung Denkmalschutz mit 75.000 Euro beteiligt hat. Mit der Restaurierung erhielt der Kapellensaal die Gestalt des 19. Jahrhunderts zurück, als er auf Veranlassung der Kaiserin Auguste Viktoria 1897 mit historistischen Malereien ausgeschmückt wurde. Die Schlosskapelle dient gegenwärtig nicht als Gotteshaus, und es gibt weder einen Altar noch eine Orgel. Sie ist Teil der geführten Rundgänge und wird gelegentlich für Konzerte genutzt.
Hinter der Kapelle befindet sich die Gruft des Schlosses, in der dreizehn Sarkophage aus der Zeit der Plöner Herzöge überdauert haben. Das aufwendigste Grabmal ist der aus einer Kopenhagener Werkstatt stammende und in Rokokoformen gestaltete Sarg des Herzogs Friedrich Karl aus dem Jahr 1766.

### Schlossplatz und Nebengebäude
Westlich des Schlossbergs befanden sich einst die Gebäude der Vorburg. Dieser Wirtschaftshof wurde 1745 durch ein Großfeuer zerstört, wodurch die Voraussetzungen für den Bau einer Reitbahn geschaffen wurden. Die anliegenden Bauwerke wie der Marstall und die große Reithalle entstammen der Zeit und dem Repräsentationsbedürfnis Herzog Friedrich Karls und bilden zusammen mit einigen weiteren Bauten den heutigen Schlossplatz. Unter dem Gelände, das der Kadettenanstalt des 19. Jahrhunderts als Exerzierplatz diente, befindet sich seit dem Umbau des Schlosses eine Tiefgarage.
Direkt unterhalb des Schlosses befindet sich die Schwimmhalle, ein Jugendstilbau aus dem Jahr 1908. Ursprünglich für die Söhne Kaiser Wilhelms als Schwimm- und Sportbad errichtet, behielt es diese Funktion auch während der Internatszeit bei. Das Schwimmbad wurde bereits 1994 vor Ende des Internatsbetriebs geschlossen, das Gebäude anschließend saniert. Die einstige Badehalle und die weiteren Räume dienen der Stadt Plön heute als Kulturforum für wechselnde Ausstellungen, außerdem hat ein gastronomischer Betrieb hier seinen Platz gefunden.
Südlich der Schlossauffahrt steht die sogenannte Kommandeursvilla, das Wohnhaus des Kommandanten der Kadettenanstalt. Der Bau in den historistischen Formen der Neorenaissance wurde von 1895 bis 1897 errichtet und lehnt sich in seiner Gestaltung an die Treppentürme des 19. Jahrhunderts am Schloss an. Nach ihrer Sanierung beherbergt die Kommandeursvilla heute Wohnungen.

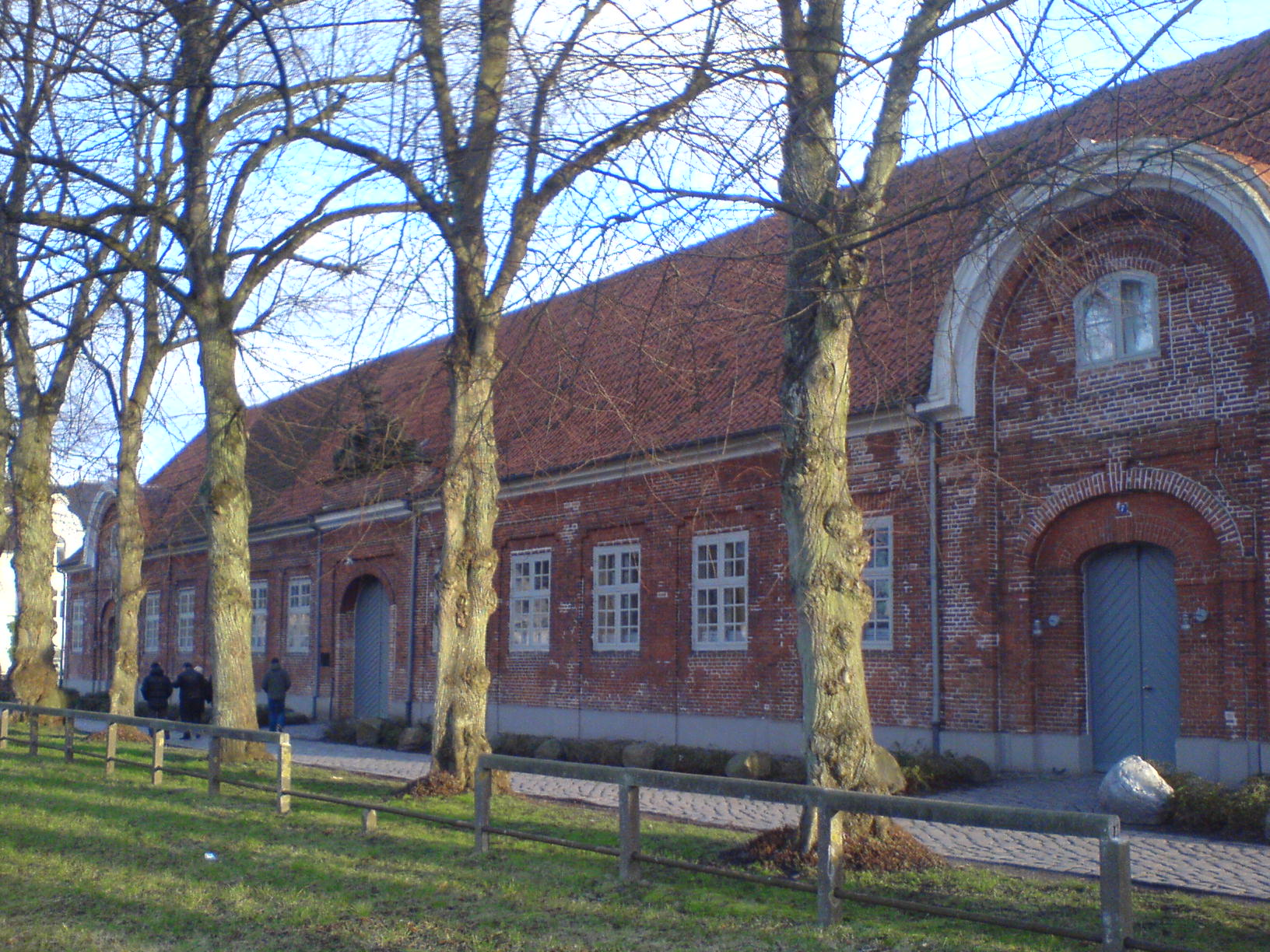
Der Marstall von 1745

Der langgezogene Marstall wurde von 1745 bis 1750 durch Johann Gottfried Rosenberg erbaut und gilt als künstlerisch wertvollstes Gebäude dieser Art im Land Schleswig-Holstein. Der aus unverputztem Backstein errichtete spätbarocke Bau bot Platz für 56 Pferde; die Skulpturendekoration nimmt auf diesen Zweck Bezug. Der Marstall diente während der Zeit des Internats als Turnhalle, heute sind hier Klassenräume, Sekretariat und Bibliothek der Meisterschule untergebracht. Rechter Hand des Marstalls befindet sich das ehemalige Lazarett. Der in den Jahren 1896/97 im wilhelminischen Stil aus Backstein errichtete Bau diente der Kadettenanstalt als Krankenhaus. Heute beherbergt er ebenfalls privat genutzte Wohnungen.
Das am westlichen Ende des Platzes liegende Reithaus – manchmal wegen der Uhr im Giebelfeld auch Uhrenhaus genannt – stammt vermutlich ebenfalls von Rosenberg. Der 1746 errichtete, breite Bau mit hohem Mittelrisalit wurde ursprünglich für Turniere und andere Reitereignisse genutzt. Das Gebäude wurde 1892 umgebaut, im Inneren wurden Wohnungen eingerichtet. Nach einer Sanierung wird das Haus gegenwärtig als Informationszentrum des Naturparks Holsteinische Schweiz genutzt und präsentiert verschiedene Ausstellungen zum Thema Natur in Schleswig-Holstein.

#### Weitere Gebäude
Auf der Schlossterrasse, dem Ostflügel vorgelagert, befindet sich das sogenannte Pförtnerhaus. Die kleine Villa von 1895 war das Wohnhaus des Schlosspförtners, der von hier den Hauptzugang zur damaligen Kadettenakademie kontrollierte. Im Obergeschoss des Baus befanden sich Räume, die als Karzer genutzt wurden. Das Haus beherbergte eine Galerie. Mittlerweile finden sich hier ein Café und eine Bar.

### Park
Der heutige Park des Schlosses entstand aus mehreren Vorgängergärten, die im Laufe der Jahrhunderte angelegt und später vernachlässigt wurden. Die erste Gartenanlage des Schlosses befand sich direkt unterhalb des Schlossbergs. Der Südhang wurde nach Baubeginn der Residenz als Weinberg angelegt, wobei man sich die Hanggärten der Villa d’Este in Tivoli zum Vorbild nahm. Dieser Hanggarten bestand bis 1729. Ein Gartenparterre auf der Nordseite des Schlosses, ursprünglich vor dem Gartensaal gelegen, ist ebenfalls nicht mehr vorhanden.

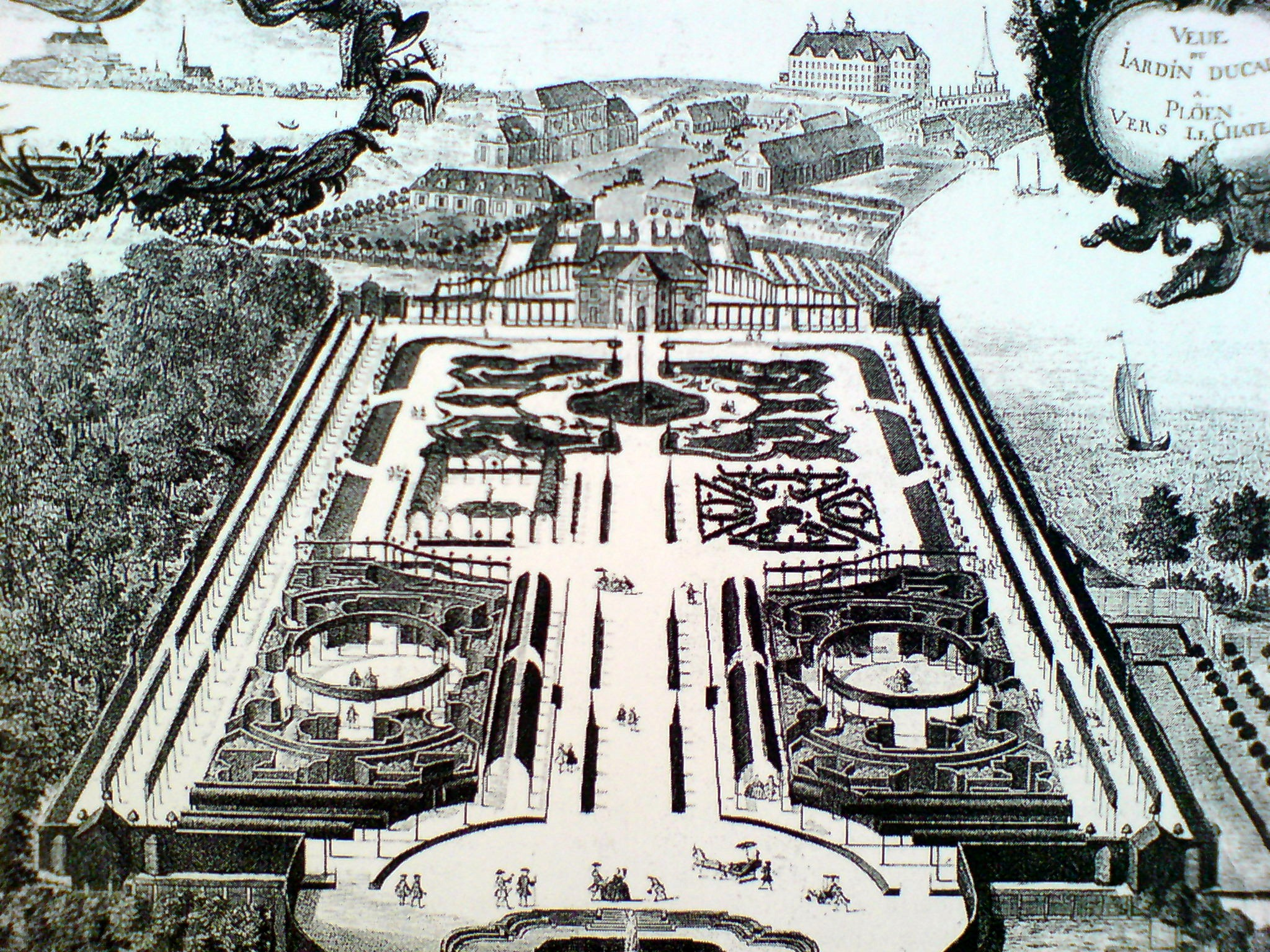
Der Garten auf einem Stich von 1749, die Anlage ist auf das Gartenhaus ausgerichtet, im Hintergrund das Plöner Schloss

Im 18. Jahrhundert wurde ein barocker Garten angelegt, der dem Repräsentationsbedürfnis der Zeit Rechnung trug. Da sich das Schloss in Höhenlage befindet und zudem von zwei Seiten von der Stadt Plön umgeben ist, konnte keine auf das Schloss als Mittelpunkt konzipierte Anlage angepflanzt werden. Stattdessen wurde das Gelände hinter der Reitbahn als Standort für den neuen Park ausgewählt und dieser auf einen zentralen Pavillon ausgerichtet, eine Maison de Plaisance, das spätere Prinzenhaus. Der großzügige Garten wurde im Auftrag Herzogs Friedrich Karl durch Georg Dietrich Tschierske von 1730 bis 1748 angelegt und gehörte neben den Gärten in Jersbek und Eutin zu den bedeutendsten Gärten des 18. Jahrhunderts in den Ländern Schleswig und Holstein. Tschierske legte für den Herzog auch den gleichermaßen bedeutenden Park des Schlosses in Traventhal an. Der Plöner Garten bestand aus ornamental gestalteten Parterres vor dem Gartenhaus, die in weiterer Ferne in eine Boskettzone übergingen. Der Wald westlich des Parks diente als Jagdgebiet und wurde durch den sogenannten Siebenstern erschlossen. Dieser Jagdstern ist heute noch erhalten, aufgrund des Baumwuchses der letzten Jahrhunderte allerdings kaum noch als solcher zu erkennen.

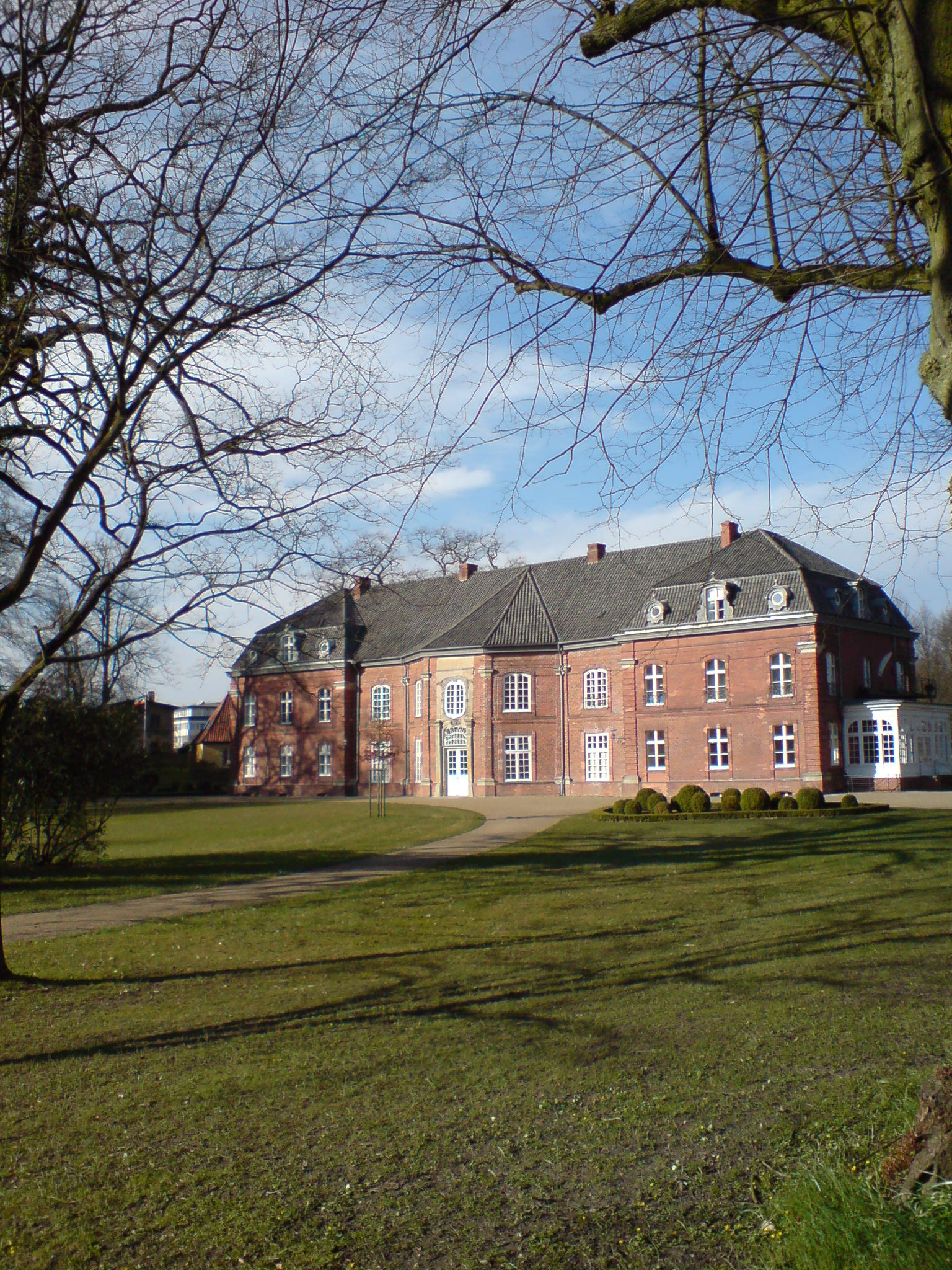
Das Prinzenhaus im Schlosspark, der fünfachsige Mittelbau entstammt dem 18. Jahrhundert, die Verlängerungen links und rechts davon der Kaiserzeit

Nach dem Ende des Herzogtums verwilderte der Garten aufgrund mangelnder Pflege und wurde später zum Teil als Nutzgarten verwendet. Im 19. Jahrhundert wurde der Park durch den Landschaftsarchitekten Christian Schaumburg der damaligen Mode entsprechend zum Landschaftsgarten englischer Prägung umgestaltet. Die großen Lindenalleen wurden nicht gefällt, sie sind bis heute erhalten und rahmen die Fläche des ansonsten verlorenen barocken Gartens ein, dessen Grundzüge aus der Luft noch zu erkennen sind. 1930 wurde im hinteren Drittel des Parks eine Sportbahn errichtet.

### Prinzenhaus
Das Prinzenhaus ist ein kleines Lustschloss, das mit seiner geschwungenen Gartenseite und den Innendekorationen von Bartolomeo Bossi zu den wenigen Bauten des Rokoko in Holstein zählt. Es wurde von 1747 bis 1751 nach dem Vorbild des Jagdschlosses Falkenlust für Herzog Friedrich Karl ebenfalls durch J. G. Rosenberg errichtet. Ende des 19. Jahrhunderts wurde es um je drei Fensterachsen an den Seiten erweitert, die Anbauten wurden dabei als flach hervorspringende Risalite ausgebildet. Seine heutige Bezeichnung erhielt das Haus, als es während der Regierungszeit Kaiser Wilhelms II. dessen Söhnen als Schule diente. Im Ersten Weltkrieg beherbergte es ein Lazarett, während der Zeit des Internats diente es als Wohnhaus für die Schülerinnen.
Im Prinzenhaus finden ganzjährig Konzerte und ähnliche Veranstaltungen statt. Das Standesamt der Stadt Plön bietet hier zudem Trauungen im Garten- oder Marmorsaal an. Zu besichtigen ist das Prinzenhaus im Rahmen von regelmäßig stattfindenden Führungen.